# Youssef Maziz
Youssef Maziz (* 24. Juni 1998 in Thionville) ist ein französischer Fußballspieler. Er steht bei Oud-Heverlee Löwen unter Vertrag und ist ehemaliger französischer U16-Nationalspieler.

## Karriere

### Verein
Youssef Maziz, geboren in Thionville unweit der luxemburgischen sowie der deutschen Grenze, begann mit dem Fußballspielen beim ortsansässigen FC Thionville und wechselte später in die Fußballschule des FC Metz, ehe er sich der U-15 des Amateurvereins CSO Amnéville anschloss. In der B-Jugend (U-17) kehrte er zum FC Metz zurück. Am 8. Januar 2017 gab Maziz im Alter von 18 Jahren bei der 0:2-Niederlage im französischen Pokal bei RC Lens sein Pflichtspieldebüt für die Profimannschaft. Für diese Mannschaft kam er in der Folgezeit nur sporadisch zum Einsatz.
Im Juli 2018 wurde Youssef Maziz an den Drittligisten US Avranches verliehen. Dort war er über weite Strecken der Saison Stammspieler, da er in jedem seiner 29 Drittligaeinsätze in der Startelf stand, und schoss dabei sechs Tore. Zur Saison 2019/20 wurde Maziz an einen Zweitligisten verliehen, nämlich an den Le Mans FC. Dort gehörte er des Öfteren nicht zum Spieltagskader und spielte daher im Ligaalltag insgesamt in lediglich 13 Partien (drei Tore). Zur Saison 2020/21 folgte schließlich die Rückkehr zum FC Metz, wo sich Youssef Maziz nicht durchsetzen konnte und lediglich in 11 von 38 Spielen zum Einsatz kam – dabei erhielt er lediglich zweimal das Startelfmandat – und ansonsten des Öfteren auf der Bank saß.
Mitte Juli 2021 wurde er für die Saison 2021/22 an den belgischen Erstdivisionär RFC Seraing, den Partnerverein des FC Metz, verliehen. Mit Ausnahme des letzten Spieltages war Maziz in jedem der 33 Ligaspiele zum Einsatz gekommen, in denen er acht Tore schoss, und spielte dabei auch immer von Anfang an. Dazu kamen zwei Pokalspiele mit vier Toren. Der Aufsteiger musste in die Relegation gegen RWD Molenbeek und schaffte dort den Klassenerhalt. Dabei kam Youssef Maziz in beiden Spielen zum Einsatz und bereitete im Hinspiel den 1:0-Siegtreffer vor. Zur Saison 2022/23 kehrte er dann zum zuvor in die Ligue 2 abgestiegenen FC Metz zurück. Spätestens ab dem 4:1-Auswärtssieg am 12. November 2022 gegen den Paris FC kam Maziz regelmäßig in den Spielen in der Liga zum Einsatz – er verpasste lediglich den 3:1-Auswärtssieg am 22. April 2023 gegen die AS Saint-Étienne – und stand dabei auch oft in der Anfangsformation. Zum Ende der Spielzeit stieg der Verein wieder in die Ligue 1 auf.
Ende August 2023 wechselte der Franzose, nachdem er noch zwei von drei möglichen Ligaspielen für Metz bestritten hatte, zum belgischen Erstdivisionär Oud-Heverlee Löwen, wo er einen Vertrag mit einer Laufzeit von drei Jahren unterschrieb.

### Nationalmannschaft
Maziz kam zu zwei Einsätzen für die französische U16-Nationalmannschaft.